# 托伊根
托伊根是德国巴伐利亚州的一个市镇。总面积17.09平方公里，总人口1597人，其中男性770人，女性827人（2011年12月31日），人口密度93人/平方公里。